# Frankfurter Wecker
Der Frankfurter Wecker war in den Jahren 1952 bis 1967 eine in den Sommermonaten werktäglich ab 6.30 Uhr morgens ausgestrahlte Hörfunk-Frühsendung des Hessischen Rundfunks.

## Geschichte
Die Idee des Frankfurter Weckers hatte der Intendant des Hessischen Rundfunks Eberhard Beckmann aus einer Studienreise in die USA mitgebracht. In Los Angeles hatte er eine Live-Sendung mit Orchester und Solisten erlebt, die um 6.00 Uhr morgens begann und bis 8.00 Uhr lief.  So kam es zum Frankfurter Wecker, der von Montag bis Samstag unter der Leitung des Programmdirektors Hans-Otto Grünefeldt lief und immer vor Publikum stattfand, auch wenn er aus dem Frankfurter Funkhaus kam. So konnten die Zuschauer kostenlos die großen Schlagerstars sehen, während für die Bunten Abende Eintritt verlangt wurde. Dies sorgte ungeachtet der Tageszeit für großen Zulauf. Umgekehrt konnten Musiker mit der Sendung schnell berühmt werden.
Der Wecker startete am 4. Mai 1952. Während der Sommermonate ging man auch auf Tournee durch das Sendegebiet und sendete aus den Stadthallen und von den Marktplätzen hessischer Städte. Ihr besonderes Flair erhielt die Sendung durch große Gesangsstars, durch das mitreisende hr-Tanzorchester (meistens unter Willy Berking) und durch die Conférence bekannter Moderatoren. Im ersten Jahr wechselten sich nur Peter Frankenfeld und Hans-Joachim Kulenkampff ab. Dann kamen weitere Moderatoren wie Otto Höpfner, Heinz Erhardt, Wolf Schmidt, Fred Metzler, Maxi Böhm oder Heinz Schenk hinzu.
Die Sendung begann traditionsgemäß mit dem Frankfurter-Wecker-Marsch Guten Morgen, Guten Morgen, singe ich nur für Dich leise in Dein Ohr....
In den Glanzzeiten des Weckers wurde der zweite Teil der Sendung ab 7:05 Uhr von Radio Bremen bzw. vom NDR übernommen. Zahlreiche Künstler traten im Wecker auf, so auch am 26. Juli 1957 aus Anlass des 10-jährigen Bestehen der Musikindustrie in der „Stogahalle“ in Nauheim, als die Sängergruppe der „Jacob Sisters“ zum ersten Mal auftrat. 1967 wurde der Frankfurter Wecker durch die Studiosendung Guten Morgen allerseits abgelöst, was zu Protesten der Hörer führte. Der letzte Wecker fand in Obervellmar am 8. Juli 1967 unter der Moderation von Heinz Schenk statt. Im Nachhinein gilt diese Rundfunksendung als Meilenstein oder auch als Kultsendung.

## Weitere Bedeutungen
- In den 1950er Jahren produzierte der Frankfurter Juwelier Uhren Christ einen Frankfurter Wecker, der als Wecksignal die Erkennungsmelodie der Rundfunksendung spielte und erfolgreich in alle Welt vertrieben wurde.

- Starlifter und Galaxy, beides Transportflugzeuge der US-Luftwaffe, hielten nach dem Abheben von der Rhein-Main Air Base mitunter nicht den vorgeschriebene Kurs ein und bewegten sich nach dem Start in Richtung Osten nördlich des Sollkurses. Dadurch flogen sie teilweise über Frankfurt-Mitte. Diese Flüge wurden wegen des Lärms von der Frankfurter Bevölkerung in Anspielung auf die einstige Musiksendung als „Frankfurter Wecker“ bezeichnet.[5]